# Comfort to Me
Comfort to Me ist das zweite Studioalbum der australischen Rockband Amyl and the Sniffers, das am 10. September 2021 erschien. Es wurde bei den ARIA Music Awards 2022 als bestes Rockalbum ausgezeichnet und als bestes Album nominiert.

## Entstehung
Im Juli 2020 begann die Band mit der Arbeit an ihrem zweiten Studioalbum. Ihr Manager empfahl ihnen seine Holzwerkstatt in Northcote, wo sie „soviel Krach machen konnten, wie sie wollten“. Insgesamt erarbeiteten die Musiker 18 Lieder, von denen 13 schließlich auf dem Album landeten. Mit den fertigen Liedern begab sich die Band in die Soundpark Studios, um mit dem Produzenten Dan Luscombe das Album aufzunehmen. Gemischt wurde das Album von Nick Launay, während Bernie Grundman das Mastering übernahm. Musikvideos wurden für die Lieder Guided by Angels, Security und Hertz veröffentlicht.
Die von der Sängerin Amy Taylor verfassten Texte wurden von der COVID-19-Pandemie und den Buschbränden in Australien 2019/2020 inspiriert. Beide Ereignisse wären der „Motor“ für den Nihilismus und die Hoffnungslosigkeit in ihren Texten gewesen. Laughing handelt davon, dass sie auf die Meinungen anderer „scheißt“ und ihr Ding einfach durchzieht. Das Lied Capital kritisiert das Verhalten des damaligen australischen Premierministers Scott Morrison während der Buschbrände.

## Titelliste
1. Guided by Angels – 2:59
2. Freaks to the Front – 1:41
3. Choices – 2:20
4. Security – 3:47
5. Hertz – 2:33
6. No More Tears – 2:57
7. Maggot – 3:21
8. Capital – 2:45
9. Dont Fence Me In – 2:40
10. Knifey – 3:30
11. Dont Need a Cunt (Like You to Love Me) – 1:31
12. Laughing – 1:44
13. Snakes – 3:03

## Rezensionen
Comfort to Me erhielt auf der Website Metacritic eine durchschnittliche Bewertung von 85 Punkten, was für „allgemeine Anerkennung“ steht.
Ian Winwood vom britischen Magazin Kerrang schrieb, dass sich das Songwriting verbessert habe. Es wäre „weniger eine Abrissbirne und mehr ein Skalpell eines Chirurgen“. Man solle das Klischee von dem „schwierigen zweiten Album“ vergessen, denn Comfort to Me wäre „der Klang einer aufsteigenden Band“. Winwood vergab fünf von fünf Punkten. El Hunt vom New Musical Express bezeichnete das Album als „lauter, spaßiger und manchmal introspektiver“ als sein Vorgänger. Es würde „eine vielseitigere Seite der Band aufzeigen“, wofür Hunt vier von fünf Punkten vergab. Der Rezensent Stephen Dalton des Magazins Uncut schrieb, dass die Band „durch ihre bewusst anspruchslose Lo-Fi-Ästhetik manchmal etwas eingeschränkt“ klänge, letztendlich aber doch eine „überwiegend mitreißende Mischung aus Headbanging-Riffs, vulgärem Humor und Gutter-Punk-Attitüde“ biete, und bewertete das Album mit sieben von zehn Punkten.

## Chartplatzierungen
Comfort to Me erreichte Platz zwei der australischen Albumcharts. Darüber hinaus konnte sich die Band erstmals in den deutschen und Schweizer Albumcharts platzieren. 
| ChartsChartplatzierungen     | Höchstplatzierung | Wochen |
| ---------------------------- | ----------------- | ------ |
| Australien (ARIA)            | 2 (2 Wo.)         | 2      |
| Deutschland (GfK)            | 22 (2 Wo.)        | 2      |
| Schweiz (IFPI)               | 98 (1 Wo.)        | 1      |
| Vereinigtes Königreich (OCC) | 21 (1 Wo.)        | 1      |